# インゲボルク・ヴェングロール
インゲボルク・ヴェングロール（Ingeborg Wenglor, 1926年1月1日 - 2014年11月19日）は、ドイツのソプラノ歌手。本名はインゲボルク・ヴェーニヒ(Ingeborg Wenig)。
ドレスデン出身。カール・マリア・フォン・ウェーバー音楽大学でエリザ・シュテュンツナーに声楽を学んだ。1948年にデッサウでアルベルト・ロルツィングの《刀鍛冶》の上演にマリー役として参加して初舞台を踏んだ。1949年からライプツィヒ歌劇場に所属し、1955年からベルリン国立歌劇場に移籍した。1974年に歌手活動を引退し、ベルリン高等音楽院で後進の指導に当たった。
ベルリン近郊グリーニッケにて没。